# 丹陽皮氏
丹陽皮氏 是韓鮮半島忠清北道丹陽郡的一個本貫。根據2000年的調查，丹陽皮氏有1,399人。
丹陽皮氏的始祖是皮謂宗，元朝的一名「金吾後衛指揮」。皮謂宗於高麗忠烈王在位期間被派往高麗出任為特使。之後，因為兄長皮寅古被選為丹山君而歸化，並成為丹陽皮氏的始祖。

## 伸延閱讀
- 韓國外來歸化姓氏

## 外部連結
- . 斗山世界大百科.   [2018-07-30]. （原始内容存档于2021-03-08）.